# Джоканг
Джоканг (тиб. ཇོ་ཁང, Вайли Jo-khang; кит. упр. 大昭寺, пиньинь Dàzhāosì) в городе Лхасе в Тибете — буддийский храм и монастырь, особо почитаемый тибетцами. Сюда сходятся многочисленные паломники и зарубежные туристы. Как часть общего комплекса храмов в Лхасе, является охраняемым объектом Всемирного Наследия ЮНЕСКО.
Джоканг начал строить царь Тибета Сонгцен Гампо в 639 году. Китайская принцесса Вэньчэн исследовала местность с помощью геомантии (фэншуй). На месте храма располагалось тогда небольшое озеро. Принцесса отождествила местность с телом огромной демоницы, озеро — с её гениталиями, а сердце — c тем местом, где сейчас находится храм Потала. Царь приказал осушить озеро и построить храм, а вокруг воздвигнуть ступы и монастыри, чтобы пригвоздить демоницу к земле и обезвредить.
С того времени храм является целью буддийского паломничества, в последние столетия храмовый комплекс продолжает расти, и сейчас площадь всего комплекса составляет 25 000 кв. м.
Во время культурной революции в КНР храм был разорен, затем восстановлен.

## Архитектура и интерьер
Храм четырёхэтажный, крыша покрыта узорчатой бронзовой плиткой. По архитектурному стилю храм напоминает индийские вихары, но при расширении использовались элементы непальского, китайского (династия Тан) и других индийских стилей. На крыше стоят две золотые лани и колесо дхармы.
Храмовый комплекс состоит из нескольких залов и алтарей. В главном зале стоит статуя «Джово Ринпоче» (т. е. Драгоценный Господин) Будды Шакьямуни, считающаяся самой почитаемой статуей в тибетском буддизме. Там же находятся две статуи царя Сонгцен Гампо и двух его знаменитых жён — китайской принцессы Вэньчэн (дочери императора Тайцзуна) и непальской принцессы Бхрикути, которые способствовали проникновению буддизма на Тибет.
Храм выходит на центральную площадь Баркор. Так как храм считается святым местом, паломники обходят весь комплекс по ритуальному пути (кора), где расставлены молитвенные колёса, там же расположены торговые ряды.

## Галерея
- Золотые олени и колесо дхармы на крыше Джоканга
- Паломники в Джоканге
- Диспуты монахов в Джоканге
- Молитвенные барабаны